# Āgenskalns
Āgenskalns er en af Rigas 47 bydele (lettisk: apkaime, sing.) beliggende i Pārdaugava. Āgenskalns har 30.162 indbyggere og dets areal udgør 461,3 hektar, hvilket giver en befolkningstæthed på 65 indbyggere per hektar.

## Eksterne kildehenvisninger
- Apkaimes – Rigas bydelsprojekt